# 龙头寺
龙头寺，位于中国广东省云浮市罗定市罗平镇沙  龙头岗，为罗定市的一个市级文物保护单位，类型为古建筑，公布时间为1994年6月8日。
龙头寺的历史年代为清代。